# Rob Wilson (cestista)
Robert Wilson, detto Rob (Toronto, 1º ottobre 1968), è un ex cestista canadese.

## Carriera
Con il Canada ha disputato due edizioni dei Campionati americani (1993, 1997).